# Rhodtrispa
Rhodtrispa là một chi bọ cánh cứng trong họ Chrysomelidae.
Chi này được miêu tả khoa học năm 1964 bởi Chen & Tan.

## Các loài
Chi này gồm các loài:
- Rhodtrispa dilaticornis (Duvivier, 1891)